# Baur Karosserie- und Fahrzeugbau
Die Baur Karosserie- und Fahrzeugbau GmbH war ein Karosseriebauunternehmen mit Sitz in Stuttgart. 

## Unternehmensgeschichte
Baur wurde im Jahr 1910 im Stuttgarter Stadtteil Berg gegründet und blieb bis zur Insolvenz Ende 1998 in Familienbesitz. Der größte Teil der Firma wurde 1999 von der IVM Automotive übernommen, die wiederum seit 2007 zum schwedischen Semcon-Konzern gehört. Aus den Mitarbeitern der Konstruktionsabteilung ging das von einem früheren Baur-Entwicklungsleiter gegründete Unternehmen in2p hervor.

## Baur und BMW
Bekanntheit erlangte Baur durch Umbauten von BMW-Fahrzeugen. Diese wurden teils für den offiziellen Verkauf durch BMW-Händler produziert (z. B. 3er-Reihe, E21) oder auch die BMW-02-Baureihe. Die folgenden drei Generationen der 3er-Reihe baute Baur ebenfalls nachträglich zum so genannten Topcabriolet (BAUR TC) um.
Diese Baur-Umbauten der 3er-BMW sind im Gegensatz zu den ab 1985 parallel angebotenen Werkscabriolets von BMW keine Voll-Cabriolets, denn die Fensterrahmen bleiben erhalten und es gibt einen Überrollbügel. Über dem Fahrer- und Beifahrersitz befindet sich ein stabiles Dachelement, das platzsparend in einer Halterung im Kofferraum verstaut werden kann. Der hintere Teil des Daches ist ein klassisches Faltverdeck mit Kunststoffscheibe (beim E21/TC1 und E30/TC2) oder Glasscheibe (beim E36/TC4). Das zweigeteilte Dach des Baur TC ermöglichte mehrere Varianten des offenen Fahrens, unter anderem mit offenem Targadach oder als Landaulet.

## Sonstige Autos mit Baur-Karosserie
Weitere Fahrzeuge, die bei Baur produziert wurden, sind der DKW 1000 Sp, der Opel Kadett Aero, und der Bitter CD. Im Februar 2002 stellte die Firma zudem das G-Cabrio XL auf dem Automobil-Salon in Genf vor. Es basiert auf dem G-Klasse Cabrio von Mercedes-Benz, unterscheidet sich aber in vielem von diesem Wagen, z. B. in der Länge.

## Galerie

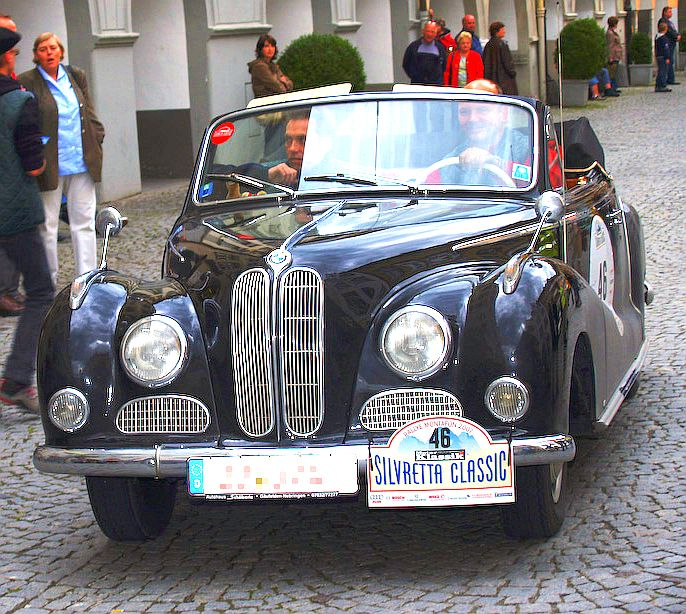
BMW 502 Baur Cabrio, Bj. 1955
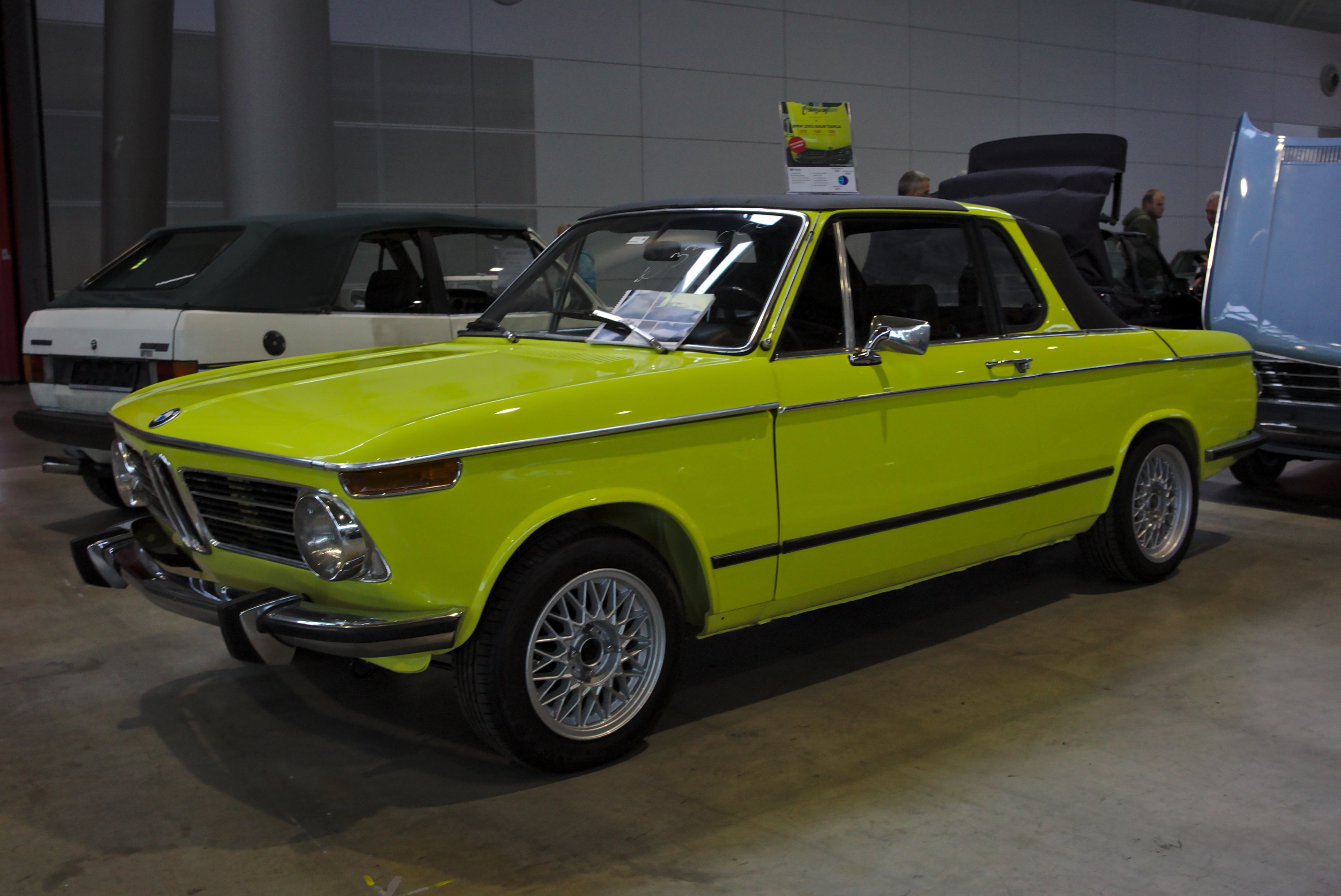
BMW 02 Baur-Cabrio
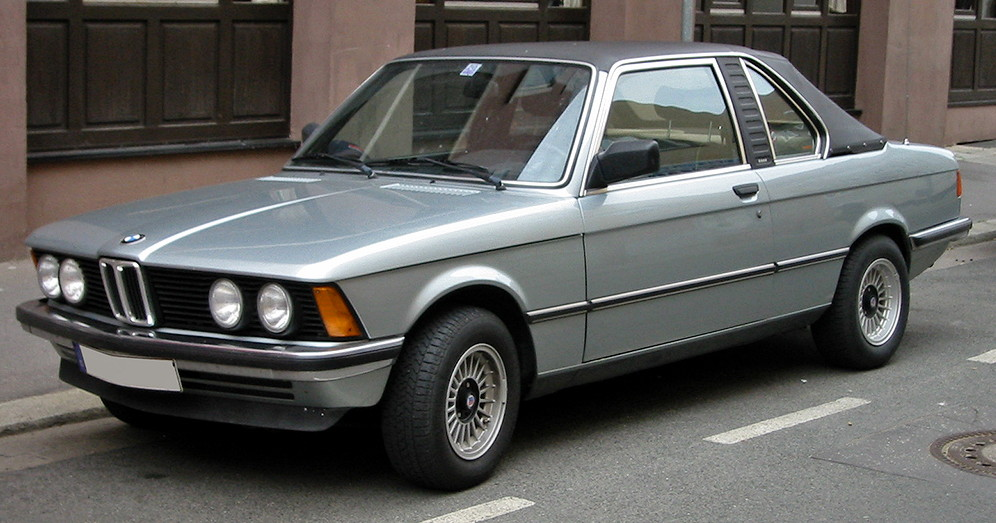
BMW E21 Baur-Cabrio TC1
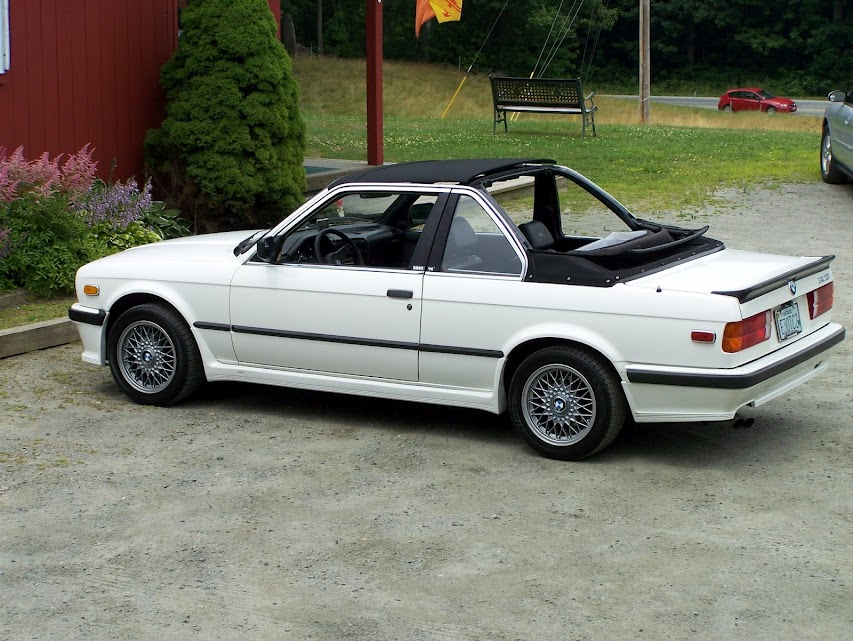
BMW E30 Baur-Cabrio TC2
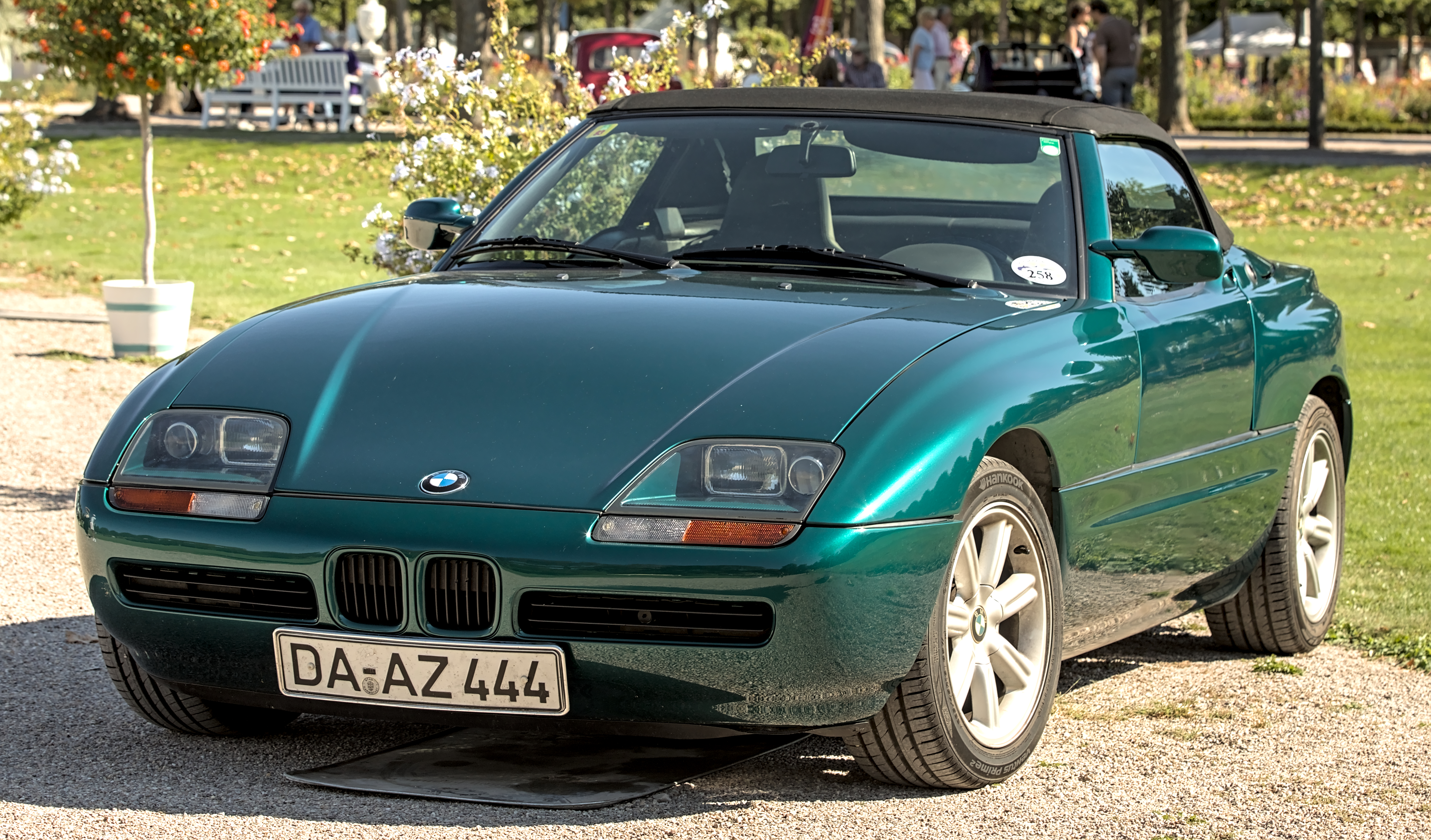
BMW Z1
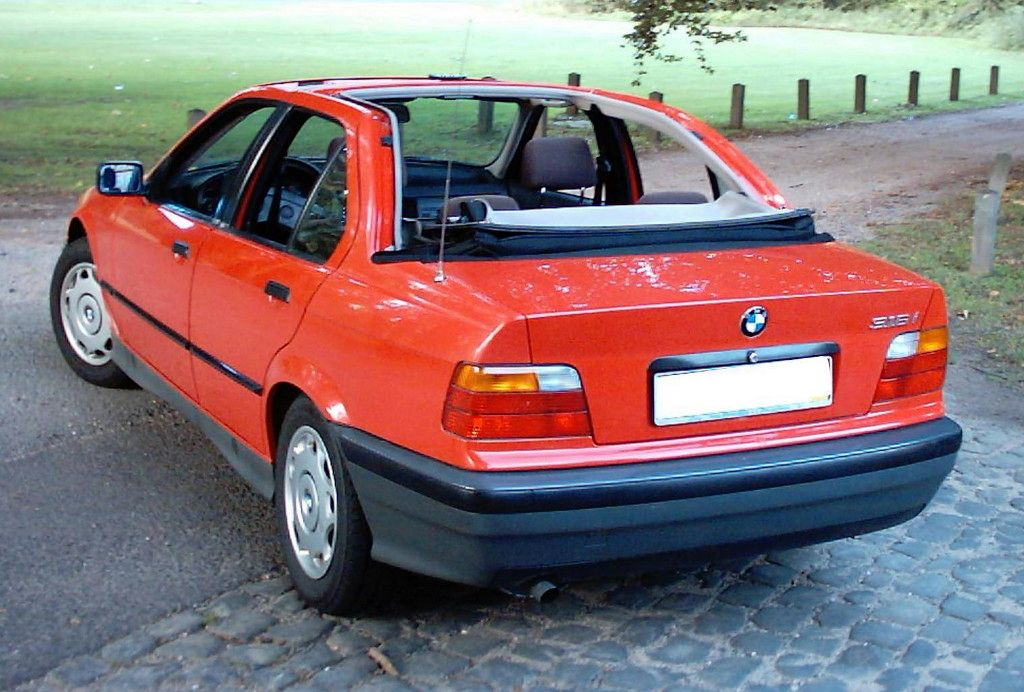
BMW E36 BMW Baur TC4, Viertürige Cabrio-Limousine
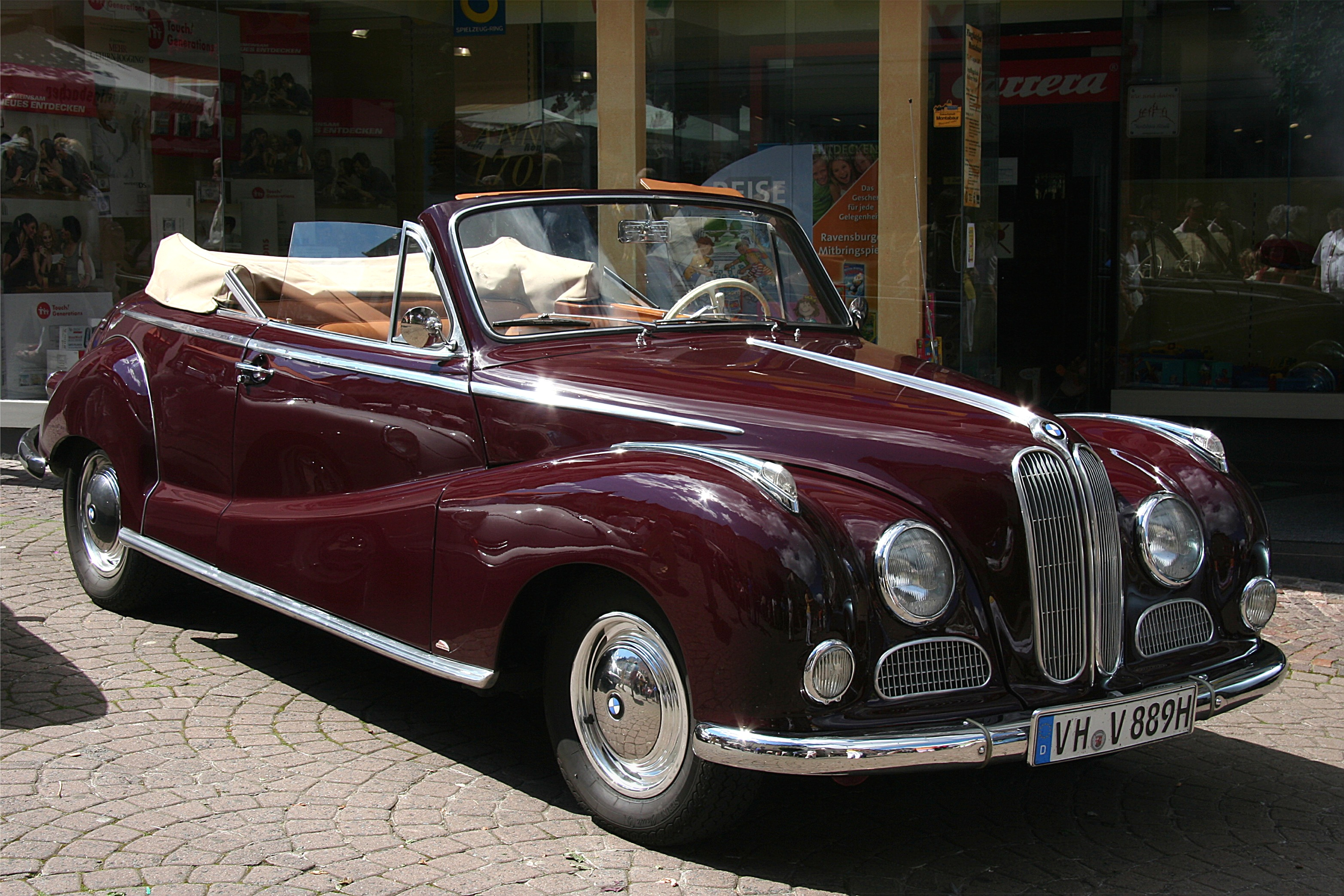
502 Baur-Cabriolet
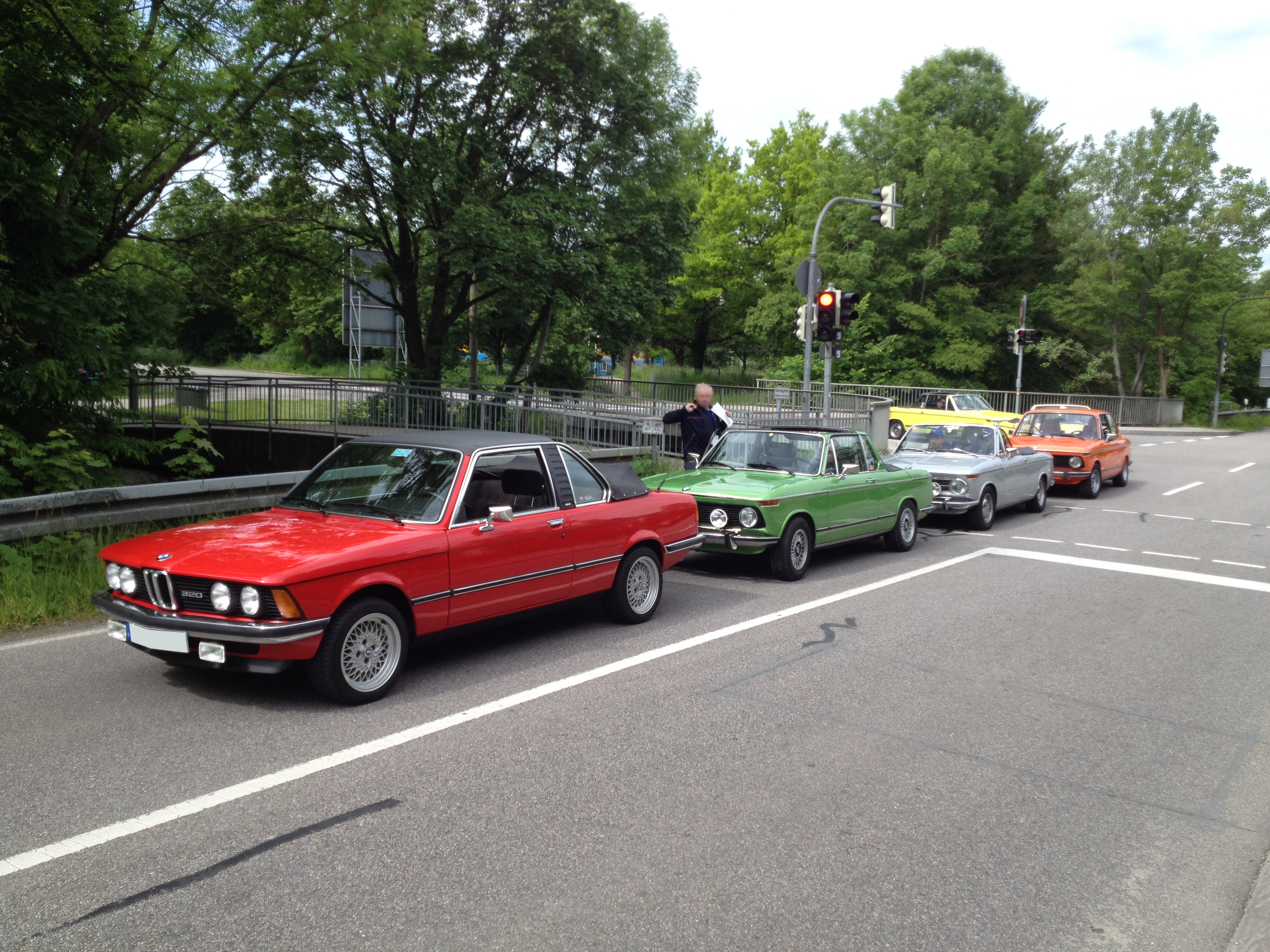
BMW E21 320/6 Baur TC1 1978–1979, im Vergleich zum Baur Targa- und Vollcabriolet der Vorgängerbaureihe 114 (BMW 02)
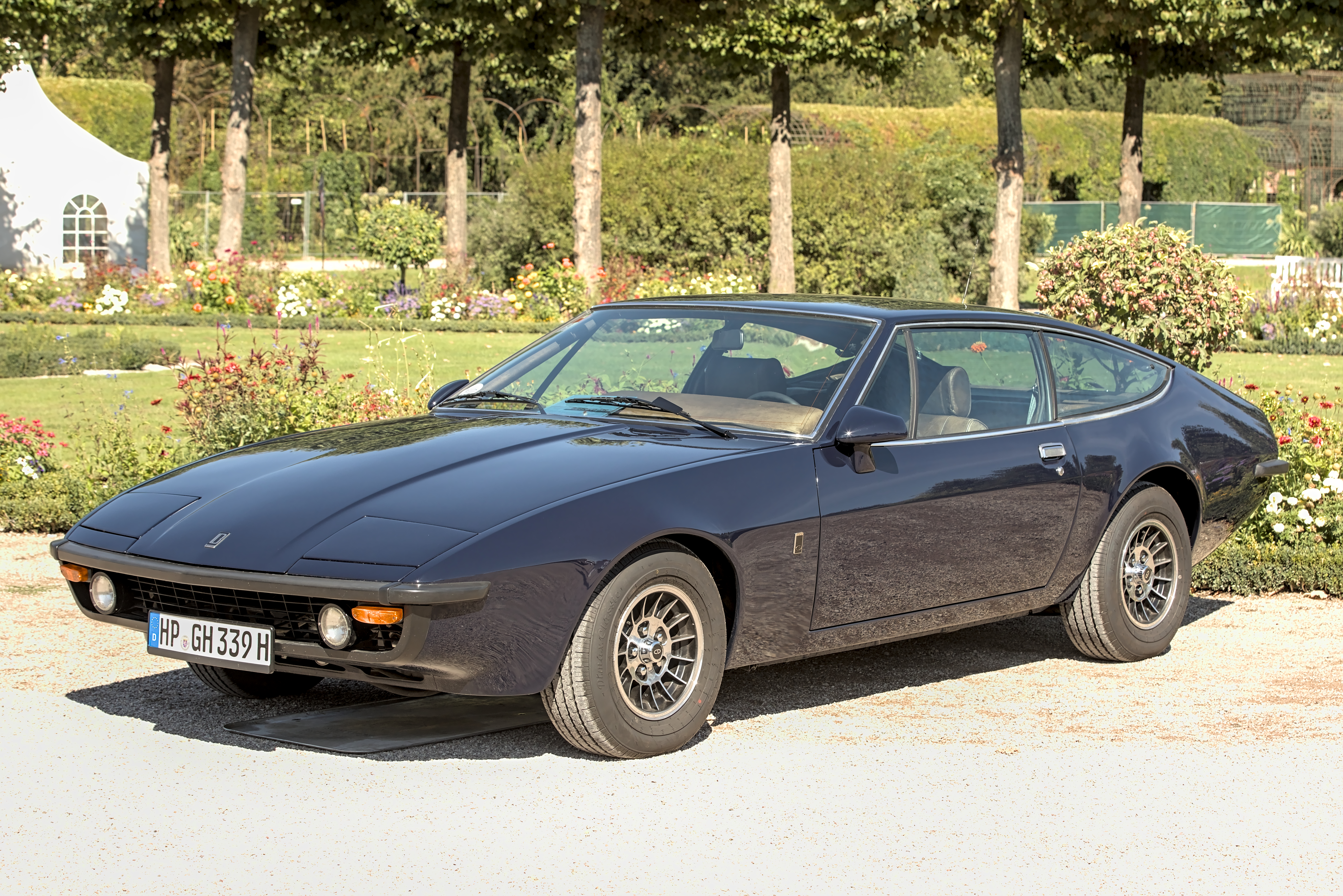
Der Bitter CD wurde bei Baur gebaut
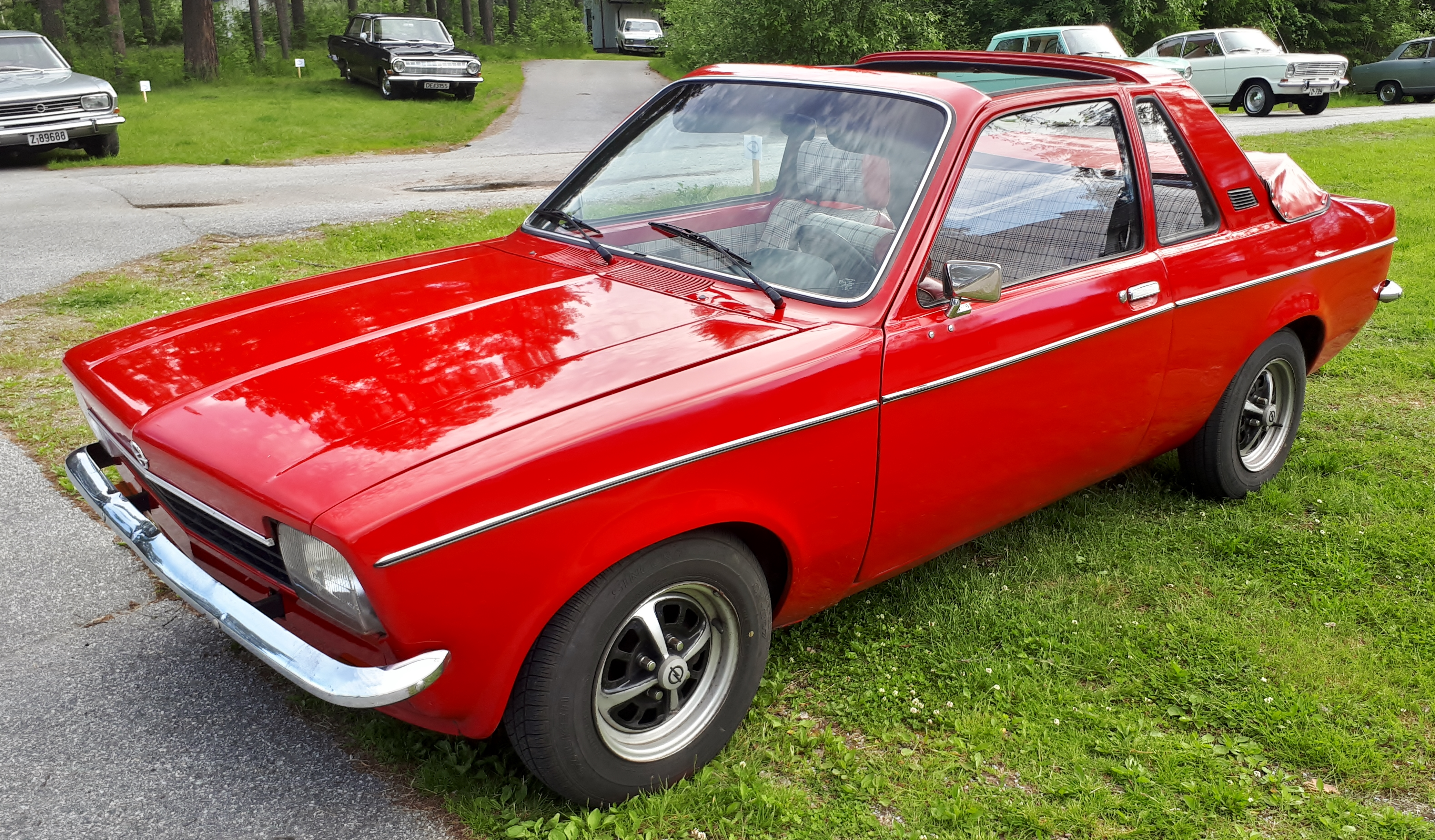
Opel Kadett C Aero